# Kepler-186e
Kepler-186e còn đựợc gọi là KOI-571.04, là một siêu Trái Đất nằm ngoài hệ Mặt trời đã được xác nhận và quay quanh ngôi sao lùn đỏ Kepler-186, cách Trái Đất khoảng 582 năm ánh sáng, nằm trong chòm sao Thiên Nga.

## Phát hiện
Hành tinh này, cùng với các hành tinh khác của hệ Kepler-186 (bao gồm 186f), đã được công bố vào ngày 17 tháng 4 năm 2014 trong một bài báo được xuất bản bởi NASA

## Có thể có sự sống
Nó nằm trong vùng có thể sống, nhưng các nhà khoa học lại cho rằng nó giống Sao Kim hơn là Trái Đất vì nó không có chất lỏng (nước)trên bề mặt.

## Đặc điểm
Hành tinh này chỉ lớn hơn Trái Đất một chút, với bán kính lớn gấp 1,27 lần đến 1,33 lần bán kính Trái Đất. Khối lượng của nó không được biết nhưng có khả năng nó có thành phần tương tự Trái Đất, khiến nó có khối lượng gấp khoảng 2,29 đến 2,72 lần khối lượng Trái Đất. Kepler-186e quay quanh một ngôi sao lùn M với độ sáng khoảng 4% độ sáng Mặt Trời, với chu kỳ quỹ đạo là 22,4077 ngày và bán kính quỹ đạo khoảng 0,11 lần so với của Trái Đất (so với 0,39 AU đối với Sao Thủy). Khu vực có thể sống được của hệ này được ước tính để mở rộng khoảng cách nhận được từ 88% đến 25% độ chiếu sáng của Trái Đất (từ 0,22 đến 0,40 AU). Nó phải mất 22,4 ngày để hoàn thành một quỹ đạo của ngôi sao chủ và cách ngôi sao chủ của nó 0,11 AU.

## Tên gọi
Khi chiến dịch quan sát kính viễn vọng Kepler được tiến hành, một hệ thống ban đầu được xác định đã là được nhập vào Danh mục của Kepler (KIC), và sau đó tiến triển như một ứng cử viên chủ của các hành tinh đến Kepler Object of Interest (KOI). Do đó, Kepler 186 bắt đầu là KIC 8120608 và sau đó được xác định là KOI 571. Kepler 186e đã được gọi là KOI-571-04 hoặc KOI-571.04 hoặc sử dụng danh pháp tương tự vào năm 2013 trong các cuộc thảo luận và ấn phẩm khác nhau trước khi xác nhận đầy đủ.